# Reno Achenbach
Reno Achenbach (* 6. August 1961 in Freiberg; † 26. November 2010 in Südtirol, Italien) war ein deutscher Fußballspieler, der u. a. für den FC  Karl-Marx-Stadt in der DDR-Oberliga aktiv war.

## Laufbahn
Reno Achenbach begann seine Laufbahn im Nachwuchsbereich des Karl-Marx-Städter Bezirksligisten Motor Brand-Langenau. Im Anschluss wechselte Achenbach zur BSG Motor „Fritz Heckert“ Karl-Marx-Stadt in die zweitklassige DDR-Liga. 1977 gehörte er zum Kader der DDR-Juniorennationalmannschaft, für die er zwei Länderspiele bestritt.
Nachdem er für Motor Fritz Heckert 20 DDR-Liga-Spiele bestritten und sechs Tore erzielt hatte, wurde Achenbach kurz vor Ende der Saison 1981/82 zum Oberligisten FC Karl-Marx-Stadt delegiert. Sein dortiges Debüt gab er noch in der Spielzeit 1981/82 am 23. Spieltag beim  0:0-Unentschieden gegen Wismut Aue, in welcher der Mittelfeldspieler in der 83. Minute von Trainer Manfred Lienemann für Frank Eitemüller ausgewechselt wurde. In der Saison 1983/84 kam Achenbach, der in Mittelfeld oder Abwehr aufgeboten wurde, nur noch als Einwechselspieler zum Einsatz. Sein letztes von insgesamt acht Spielen für den FC absolvierte er am 5. November 1983 beim 2:2 gegen Vorwärts Frankfurt. Noch im selben Monat wurde er zum Militärdienst eingezogen.
Nach seiner Entlassung im Mai 1985 kehrte Achenbach zu Motor Fritz Heckert Karl-Marx-Stadt zurück. In den Spielzeiten 1988/89 und 1989/90 bestritt Achenbach für Motor FH 50 DDR-Liga-Spiele und erzielte sieben Tore. Für seinen im Sommer 1990 in Chemnitzer Sportverein 51 Heckert umgenannten Klub (aus dem später der VfB Fortuna Chemnitz hervorgehen sollte) wurde er in der nachfolgenden Saison 1990/91 in der NOFV-Liga in 28 der 30 ausgetragenen Punktspiele eingesetzt, in denen er zwei Tore schoss.
Im Anschluss war Achenbach bis in die Mitte der 1990er Jahre noch beim BSC Freiberg sowie beim SSV 91 Brand-Erbisdorf aktiv. In seiner Heimatstadt Freiberg arbeitete er als Autoverkäufer. Wenige Jahre vor seinem Tod siedelte er mit seiner Familie nach Südtirol über, wo er am 26. November 2010 im Alter von 49 Jahren an einer Krebserkrankung starb.